# На Днепре (балет)
«На Днепре́» (фр. Sur le Borysthène — одноактный балет в двух картинах с прологом и эпилогом русского композитора С. С. Прокофьева, опус 51 1930 года на либретто Сержа Лифаря и композитора. Премьера состоялась 16 декабря 1932 года в Парижской опере.

## История создания
Работу над созданием музыки для балета С. С. Прокофьев начал после знакомства с С. П. Дягилевым в Лондоне в 1914 году. При первой же встрече антрепренёр отказался от предложенной композитором оперы «Игрок» и заказал балет. Для Дягилева Прокофьев написал музыку к своим первым балетам. Импресарио оплатил гонорар за первый заказ — «Ала и Лоллий» — но отказался от его постановки. Партитура этого балета целиком вошла в оркестровую «Скифскую сюиту» (опус 20 1915 года, первое исполнение в 1916 году), поэтому в списке сочинений композитора «На Днепре» считается четвёртым по счёту балетом после «Сказки про шута семерых шутов перешутившего», «Стального скока» и «Блудного сына». В списке сочинений композитора также не указывается балет «Трапеция», поскольку музыка к нему изначально создавалась как инструментальное произведение — Квинтет g-moll для гобоя, кларнета, скрипки, альта и контрабаса в 6 частях, ор. 39, 1924.
Через два месяца после успешной премьеры балета «Блудный сын», ставшей последней постановкой последнего 22-го сезона труппы Русского балета Дягилева, антрепренёр внезапно скончался. Известие о смерти Дягилева произвело на Прокофьева ужасное впечатление. Независимо от этого в творчестве композитора наступила, по словам И. В. Нестьева, неблагодарная полоса, когда почти полностью прекратилась любимая им работа в области музыкального театра. Исключение в этом последнем неблагоприятном «досоветском» периоде 1929—1933 годов составляет балет «На Днепре».
В этот раз заказ на создание балета поступил от Сержа Лифаря, считавшегося преемником Дягилева. Лифарь исполнял партию Блудного сына в одноимённом балете. После смерти Дягилева, называвшего Прокофьева «вторым сыном» (вторым после Стравинского), Лифарь занял пост балетмейстера в Гранд-опера, поэтому от предложения столь престижного театра Прокофьев не мог отказаться. Балет «На Днепре» был первой постановкой Лифаря в Гранд-опера. Было решено посвятить её памяти Дягилева.

## Действующие лица и сюжет
- Наталья
- Сергей
- Ольга
- Жених Ольги

Сергей возвращается с гражданской войны домой — на берега Днепра. Он уже не испытывает былой любви к Наталье, с которой был помолвлен до войны. Его влечёт к красавице Ольге, родители которой намереваются выдать её замуж за нелюбимого ею человека. Повстречав Сергея, Ольга влюбляется в него. Вторая картина начинается праздником помолвки Ольги с женихом. Объятый ревностью Сергей прерывает танец друзей жениха, начинается драка. Наталья помогает Сергею и Ольге скрыться в надежде на будущее счастье и остаётся в одиночестве с разбитым сердцем. 
Продолжительность балета около 40 минут.
- Вступление — Andante dolce (quasi andantino)
- Первая картина

Встреча — Allegro amabile
Мимическая сцена — Moderato (quasi allegretto)
Pas de deux — Andante mosso
Мужская вариация и финал — Allegro vivace e ben marcato
- Вторая картина

Помолвка — Andante
Танец жениха — Allegro risoluto
Танец невесты — Andante coin eleganza
Танец мужчин — Andantino
Драка — Allegro precipitato
Мимическая сцена — Moderato
- Эпилог — Andante amoroso

## Постановки
Вторая мировая премьера состоялась 1 июня 2009 года в Нью-Йорке в Метрополитен-опера. Эта постановка балета «На Днепре» стала хореографическим дебютом Алексея Ратманского в Американском театре балета.

## Структура

### Музыка балета
Примерная продолжительность — 40 минут.
Вступление
Первая картина
1. Встреча
2. Мимическая сцена
3. Па-де-де
4. Мужская вариация и финал
Вторая картина
5. Помолвка
6. Танец жениха
7. Танец невесты
8. Танец мужчин
9. Ссора
10. Мимическая сцена
11. Эпилог

### Сюита
В 1933 году С. С. Прокофьев создал симфоническую сюиту для большого оркестра «На Днепре», опус 51 bis. Произведение длится около 20 минут и состоит из шести частей: 
1. Прелюдия
2. Вариация первого танцовщика
3. Помолвка
4. Ссора
5. Сцена
6. Эпилог
Впервые сюита была исполнена в 1934 году в Париже под управлением автора.

## Дискография

### Музыка балета
- 1982 Государственный симфонический оркестр Министерства культуры СССР под управлением Г. Н. Рождественского (Мелодия А10 00023 007)[8]. Данная запись воспроизводилась фирмой «Мелодия» в выпусках компактных дисков (SUCD 10 00206; MEL CD 10 00906), а также в издании собрания записей семи балетов Прокофьева на 9 CD (MEL CD 10 02430) в 2016 году, приуроченном к 125-летию рождения композитора[13]
- 1998 Симфонический оркестр Кёльнского радио под управлением М. В. Юровского (Classic Produktion Osnabrück)
- 2003 Государственная академическая симфоническая капелла России под управлением В. К. Полянского (Chandos CHAN 10044); длительность 40:37[14]

### Сюита
- 1962 — Симфонический оркестр Ленинградской государственной филармонии под управлением Г. Н. Рождественского. Мелодия Д 010331-2[15]. Эта запись воспроизводилась фирмой «Мелодия» в выпусках пластинок 1978 года (С10 10453-4) и в чешском издании фирмы Supraphon (1110 2854)
- 1994 — Национальный симфонический оркестр Украины под управлением Теодора Кучара (Naxos Records)
- 2001 — Филармонический оркестр Монте-Карло под управлением Джеймса Де Приста (Koch)